# Сражение при Лукау
Сражение при Лукау (нем. Gefecht bei Luckau) — бой корпуса Бюлова русско-прусской объединённой армии с корпусом Удино французской армии 4 июня 1813 года под городом Лукау.

## Предыстория

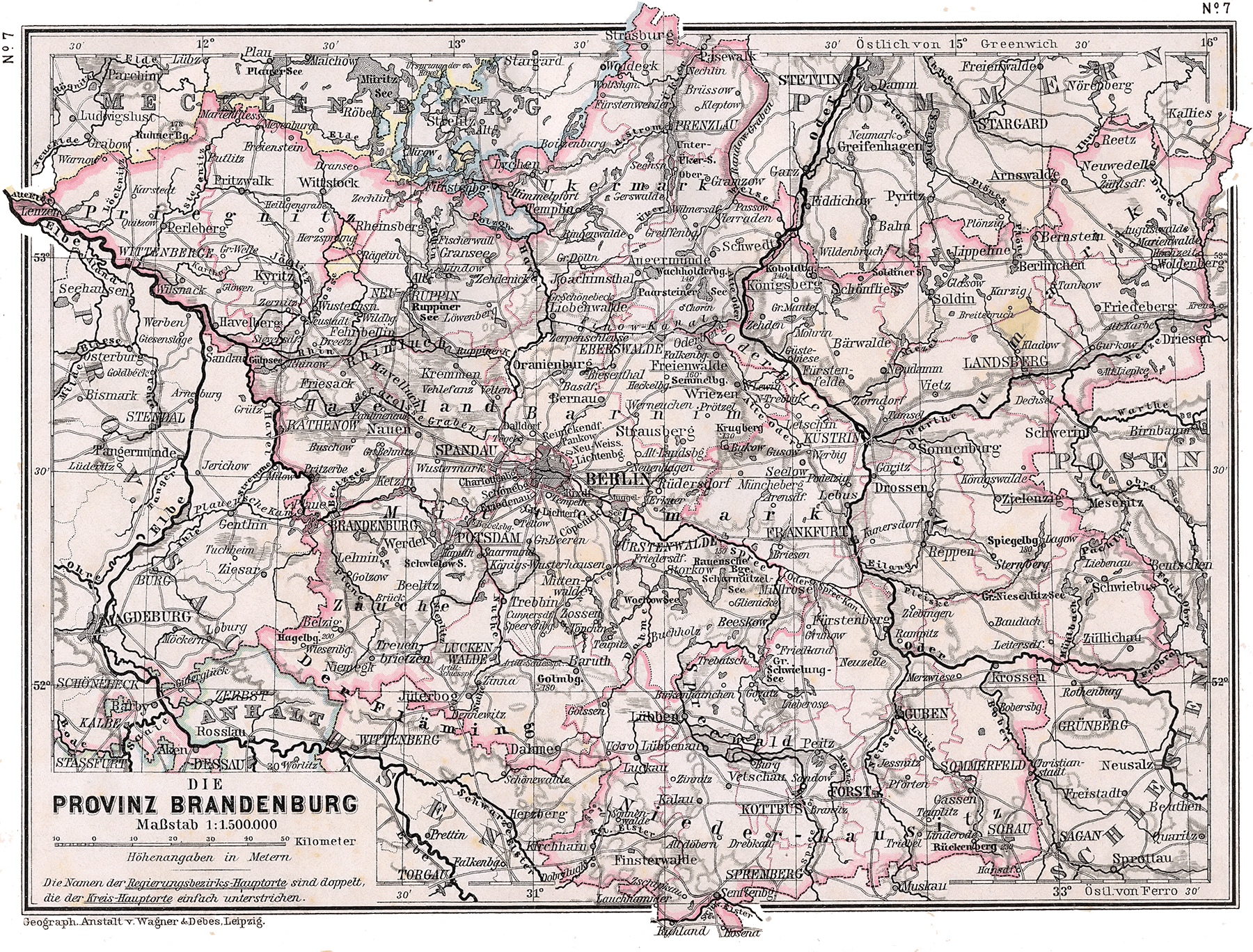
Карта предместий Берлина.

2 мая Бюлов овладел Галле, изгнав французский гарнизон. Бюлов планировал развить успех. Однако, в ночь на 3 мая было получено сообщение об отступлении Клейста от Лейпцига и «о большом сражении на равнинах Люцена». К вечеру 4 мая было получено противоречивое известие от Витгенштейна, что «сражение выиграно, союзники отступают за Эльбу».
5 мая Бюлов, понимая что сражение при Лютцене проиграно, двинулся к Дессау. Поступили сведения о прибытии войск Клода-Виктора Перрена и Себастьяни на нижнюю Заалу и о движении Нея и Лористона от Лепцига к Торгау. Неприятель угрожал отрезать корпус Бюлова от Берлина. 8 мая Фридрих Вильгельм III, с целью защиты Берлина, назначил Бюлова «главным начальником прусских войск». 17 мая Бюлов подошел к Требину и для защиты путей к Берлину расположил авангарды у Трейенбрицена, Люккенвальде и Барута. Корпус Бюлова состоял из ландвера, 6 бригад (5 прусских и 1 русской). Всего 25 000 чел. и 76 орудий. По замыслу Бюлова, собранные войска должны были эффективно противостоять наступающим на Берлин французским корпусам. Однако, историк Багданович скептически оценивал возможности Бюлова.
К радости защитников прусской столицы в ситуацию вмешался случай: на марше Ней узнал из бреславльской газеты о приближении корпуса Барклай-де-Толли к Лузации. По совету генерала Жомини Ней изменил маршрут следования и повернул к Бауцену. 17 мая Ней в Калау получил приказ Наполеона о направлении корпуса Лористона к Хоейрсверде. 18 мая новый приказ — трем корпусам идти в обход правого фланга русско-прусской армии.
Против Бюлова остались корпуса Виктора и Себастьяни, которые «на время» прибыли к Даме. 19 мая Бюлов переместил часть корпуса (17 000 чел.) к Баруту. 23 мая выступил в направлении Даме. 25 мая в Калау Бюлов получил известие об отступлении союзных войск и приказ Короля прикрывать пути к Берлину. 26 мая из предместий Бауцена в направлении на Хоейрсверде выступил корпус Удино. 28 мая Бюлов силами бригад Борстеля и Оппена (8000 чел.) пытался атаковать арьергард Удино на реке Эльстер. Однако, нападение не имело успеха ввиду подавляющего численного перевеса противника. 30 мая корпус Бюлова занял Котбус, с целью защиты Одера и одновременного наблюдения путей к Берлину. Бригада Борстеля была направлена к Губену. 2 июня корпус Удино двинулся из Хоейрсверде к Лукау. Удино не решился идти прямо на Берлин, оставив в тылу союзный корпус. Он решил отбросить вправо Бюлова. Тем временем, Бюлов решил опередить Удино и пятью колоннами двинулся к Лукау.

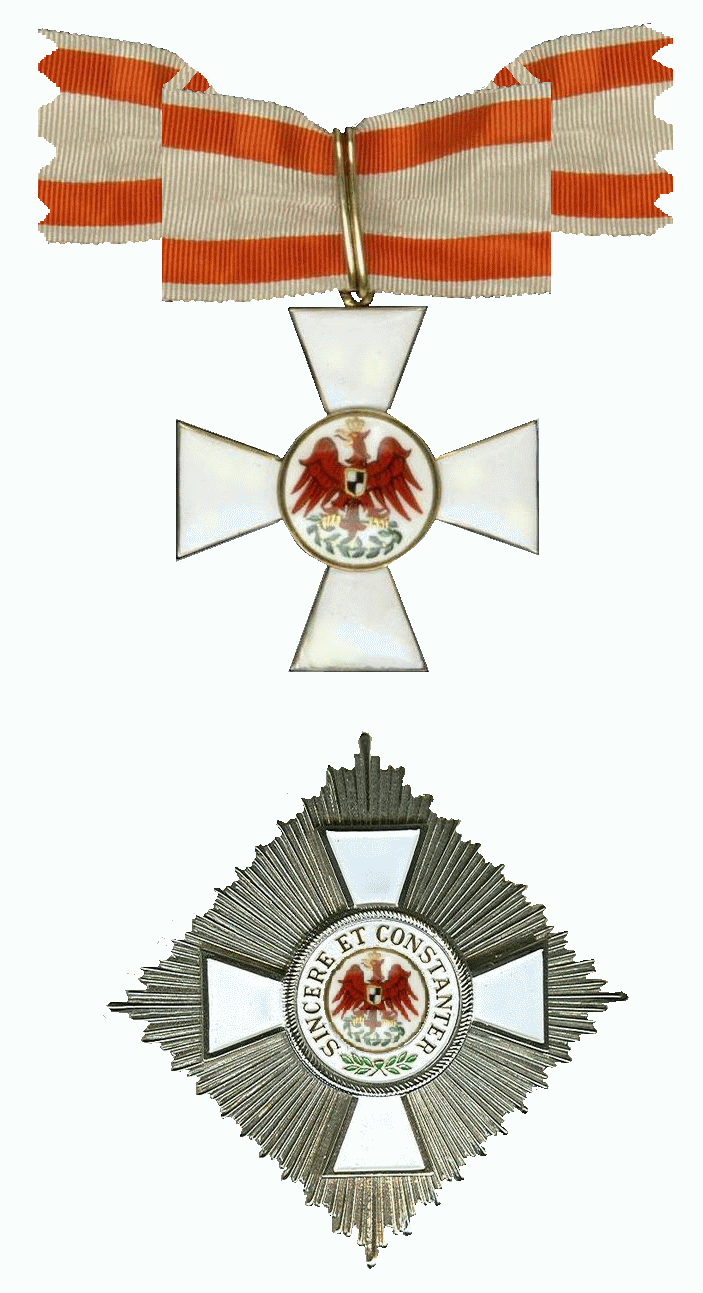
Орден Красного орла 2 степени

## Ход боя
Часть войск корпуса Бюлова сумела опередить Удино и занять город Лукау с предместьями. Бригады Бойена и Борстеля были на подходе. Город лежал по левую сторону реки Берсты, обнесенный крепостной стеной и водяным рвом. Имелись три въезда в город: застава на пути к Калау, а также западные и северо-восточные ворота. Северо-восточные ворота лежали на пути к Виригсдорфу и Гисмандорфу. Недалеко от западных ворот «простирались довольно значительные высоты» Виндмюленберга. Бюлов занял высоты, расположив на них три бригады: принца Гессен-Гомбурского, Тюмена и русскую Гарпе. По замыслу Бюлова бригады с артиллерией способны были блокировать движение корпуса Удино на Берлин. В 10 утра французы подошли к городу и открыли сильнейший артиллерийский огонь. Атака войск Удино была стремительной: союзная бригада Оппена была отброшена из предместий и прижата к воротам города — заставы на пути к Калау. Бюлов, наблюдая бой с высот, послал Оппену в помощь несколько батальонов. Последние, при содействии прусских фузелеров и двух русских Тульского и Навагинского полков, остановили атаку и вытеснили французов в предместье. Французы открыли сильнейший артиллерийский огонь. Ответить на него не было возможности. Узкие улочки города не позволяли разместить артиллерию. Тем не менее, французам так и не удалось войти в город. Попытка Удино ударить с южного направления не удалась. Французы были остановлены пехотой. К 3 часам по полудню большая часть предместий города были очищены от неприятеля. Однако Удино, не оставлял попыток вновь овладеть городом, «бросил много гранат», вызвав пожары в городе и ближайших садах. При этом, в огне погибло много раненых. К 5 часам подошла бригада Бойена. Однако, войска Борстеля на походе к Лукау подвиглись атаке неприятеля. Бюлов «для обеспечения прибытия войск Борстеля» срочно направил Оппена с десятью русско-прусскими эскадронами и конной батареей капитана Штайнвера на Виригсдорф и Гисмандорф. Переправившись через речку Берсту, эскадроны ударили во фланг войск Удино. Баварский легко-конный полк противника был опрокинут, захвачена батарея. Смелая атака ускорила отход от города войск Удино.

## Итог сражения
Поражение войск Удино при Лукау «спасло столицу Пруссии и покрыло славой Союзные войска, сражавшиеся 11 часов против равносильного неприятеля без содействия артиллерии». Король наградил Бюлова Железным крестом, а генерала Гарпе — орденом Красного орла 2-й степени. На следующий день Удино отступил через Зонневальде к Убигау. Бюлов намеривался 7 июня окончательно разбить неприятеля. Однако, известие о перемирии изменило планы.